# Kyle Walker
Kyle Andrew Walker (Sheffield, 28. svibnja 1990.) engleski je nogometaš koji igra na poziciji desnog beka. Trenutačno igra za Burnley. 

## Klupska karijera

### Sheffield United i Northampton Town
Walker je postao član Sheffield Uniteda kada je imao samo 7 godina. Sheffield United dopustio mu je u studenom 2008. godine da ode na jednomjesečnu posudbu u Northampton Town kako bi stekao prvotimsko iskustvo. Za Northampton Town debitirao je 15. studenog 2008. godine u 1:0 porazu protiv Oldham Athletica. Njegova posudba kasnije je produljena do siječnja 2009. godine. Ubrzo po povratku u svoj matični klub, Walker je debitirao za Sheffield United 13. siječnja 2009. u neriješenoj utakmici 3. runde FA kupa protiv Leyton Orienta.

### Tottenham Hotspur, Sheffield United, Queens Park Rangers i Aston Villa
Dana 22. srpnja 2009. on i Kyle Naughton zajedno su prešli u Tottenham Hotspur za ukupni iznos od 9 milijuna funti, no kao dio dogovora Walker je bio posuđen Sheffield Unitedu tijekom sezone 2009./10., no Tottenham ga je neočekivano vratio s posudbe 1. veljače 2010. godine, malo prije završetka zimskog prijelaznog roka. Za Tottenham je debitirao 27. ožujka 2010. u 2:0 pobjedi protiv Portsmoutha. Te je sezone za Tottenham igrao još samo jedanput. Na početku iduće sezone poslan je na šestomjesečnu posudbu u Queens Park Rangers. Za Queens Park Rangers debitirao je 14. rujna 2010. godine u 3:0 pobjedi protiv Ipswich Towna. Sredinom listopada njegova posudba produljena je do 3. siječnja 2011. godine. Nakon povratka s posudbe iz Queens Park Rangersa, poslan je na posudbu u Aston Villu. U 9. minuti svog debija zabio je gol Sheffield Unitedu u 3. rundu FA kupa. Dana 5. veljače 2011. godine zabio je svoj prvi gol u Premier ligi i to u utakmici protiv Fulhama koja je završila 2:2. U Tottenham Hotspur vratio se na kraju sezone 2010./11. Walker je 2012. osvojio nagradu PFA Mladi igrač godine. Među konkurentima za tu nagradu bili su: Sergio Agüero, Danny Welbeck, Daniel Sturridge, Alex Oxlade-Chamberlain i Walkerov timski suigrač Gareth Bale. Također je imenovan članom PFA Momčadi godine. S Tottenhamom je 1. ožujka igrao finale Liga kupa protiv Chelseaja na Wembley Stadiumu u kojem je Chelsea pobijedio s rezultatom 2:0. Dana 20. travnja 2017. godine Walker je drugi put imenovan članom PFA Momčadi godine.

### Manchester City
Dana 14. srpnja 2017. godine Walker je potpisao petogodišnji ugovor s Manchester Cityjem. Smatra se da je transfer iznosio 45 milijuna funti te da iznos može porasti na 50 milijuna funti zbog bonusa. Za Manchester City debitirao je 12. kolovoza 2017. godine u 2:0 pobjedi protiv Brighton & Hove Albiona. Mnogi su ga mediji etiketirali kao najboljeg igrača te utakmice. S Manchester Cityjem pobijedio je Arsenal 3:0 u finalu Liga kupa 2017./18. Dana 6. studenog 2019. u utakmici protiv Atalante koja je završila 1:1, Claudio Bravo, golman Manchester Cityja koji je ušao kao zamjena, dobio je crveni karton. Walker je volontirao da preuzme njegovu poziciju te u zadnjih 10 minuta utakmice nije primio niti jedan gol. Bio je dio prve postave Manchester Cityja u finalu UEFA Lige prvaka 2021. u kojem je Chelsea pobijedio 1:0. Svoj prvi gol u UEFA Ligi prvaka postigao je 19. listopada 2021. protiv Club Bruggea koji je izgubio 1:5. Walker je ušao s klupe u 82. minuti finala UEFA Lige prvaka 2023. u kojem je Manchester City prvi puta u povijesti  postao prvak Europe dobivši Inter Milan 1:0. Walker je bio imenovan članom momčadi natjecanja UEFA Lige prvaka 2022./23. Bio je kapetan i izvođač posljednjeg penala u utakmici UEFA Superkupa 2023. u kojoj je Manchester City dobio Sevillu 5:4 na penale nakon rezultata 1:1.

### Milan
Walker se 24. siječnja 2025. pridružio Milanu na posudbi do kraja sezone uz mogućnost otkupa. Za Milan je debitirao 2. veljače u utakmici Serie A protiv Inter Milana koja je završila 1:1.

### Burnley
Pridružio se Burnleyju 5. srpnja 2025. za iznos koji navodno uz bonuse može iznositi 5 milijuna funti.

## Reprezentativna karijera
Walker je u mladosti nastupao za Englesku do 19 i do 21 godine. Walker je s Engleskom do 21 godine nastupao na Europskom prvenstvu do 21 godine održanog u Danskoj 2011. godine. Iako je Engleska ispala u grupnoj fazi, uvršten je u Momčad natjecanja. Za A selekciju Engleske debitirao je 12. studenog 2011. godine u 1:0 pobjedi protiv Španjolske, zamijenivši Scotta Parkera u 85. minuti. Za Englesku je nastupao na Svjetskom prvenstvu 2018. godine održanog u Rusiji te je s Engleskom osvojio 4. mjesto. Bio je član engleske momčadi koja je osvojila srebro na Europskom prvenstvu 2020. te je bio član momčadi natjecanja tog Europskog prvenstva. Bio je dio engleske momčadi na Svjetskom prvenstvu 2022. Svoj prvi gol za reprezentaciju postigao je u kvalifikacijskoj utakmici za Europsko prvenstvo 2024. protiv Ukrajine s kojom je Engleska igrala 1:1. Prvi put je bio kapetan reprezentacije 20. studenog 2023. kada je Engleska remizirala 1:1 sa Sjevernom Makedonijom u kvalifikacijskoj utakmici za Europsko prvenstvo 2024. Na tom je Europskom prvenstvu bio dokapetan Engleske s kojom je osvojio drugo mjesto.

## Priznanja

### Individualna
- Član momčadi natjecanja Europskog prvenstva do 21 godine: 2011.[40]
- PFA Mladi igrač godine: 2011./12.[19]
- Član PFA Momčadi godine: 2011./12.,[19] 2016./17.,[21] 2017./18.,[48] 2023./24.[49]
- Član Sports Illustratedove momčadi desetljeća Premier lige: 2010. – 2019.[50]
- Član momčadi natjecanja Europskog prvenstva: 2020.,[51] 2024.[52]
- Član momčadi natjecanja UEFA Lige prvaka: 2022./23.[53]
- Srebrena lopta FIFA Svjetskog klupskog prvenstva: 2023.[54]
- FIFA FIFPro World XI: 2023.[55]

### Klupska
Queens Park Rangers
- Championship: 2010./11.[56]

Tottenham Hotspur
- Liga kup (finalist): 2014./15.[20]

Manchester City
- Premier liga: 2017./18., 2018./19., 2020./21., 2021./22., 2022./23., 2023./24.[57]
- FA kup: 2018./19.,[58] 2022./23.;[59] finalist: 2023./24.[60]
- Liga kup: 2017./18.,[26] 2018./19.,[61] 2019./20.,[62] 2020./21.[63]
- Community Shield: 2018.,[64] 2019.[65]
- UEFA Liga prvaka: 2022./23.;[66] finalist: 2020./21.[67]
- UEFA Superkup: 2023.[68]
- FIFA Svjetsko klupsko prvenstvo: 2023.[69]

### Reprezentativna
Engleska do 19 godina
- Europsko prvenstvo do 19 godina (finalist): 2009.[70]

Engleska
- Europsko prvenstvo (finalist): 2020.,[71] 2024.[72]
- UEFA Liga nacija (3. mjesto): 2018./19.[73]

## Vanjske poveznice
- [neaktivna poveznica] na web-stranici Manchester Cityja
- Profil na web-stranici Engleskog nogometnog saveza
- Kyle Walker u UEFA-inim natjecanjima (arhivirane) (engl.)